# 列车自动保护系统

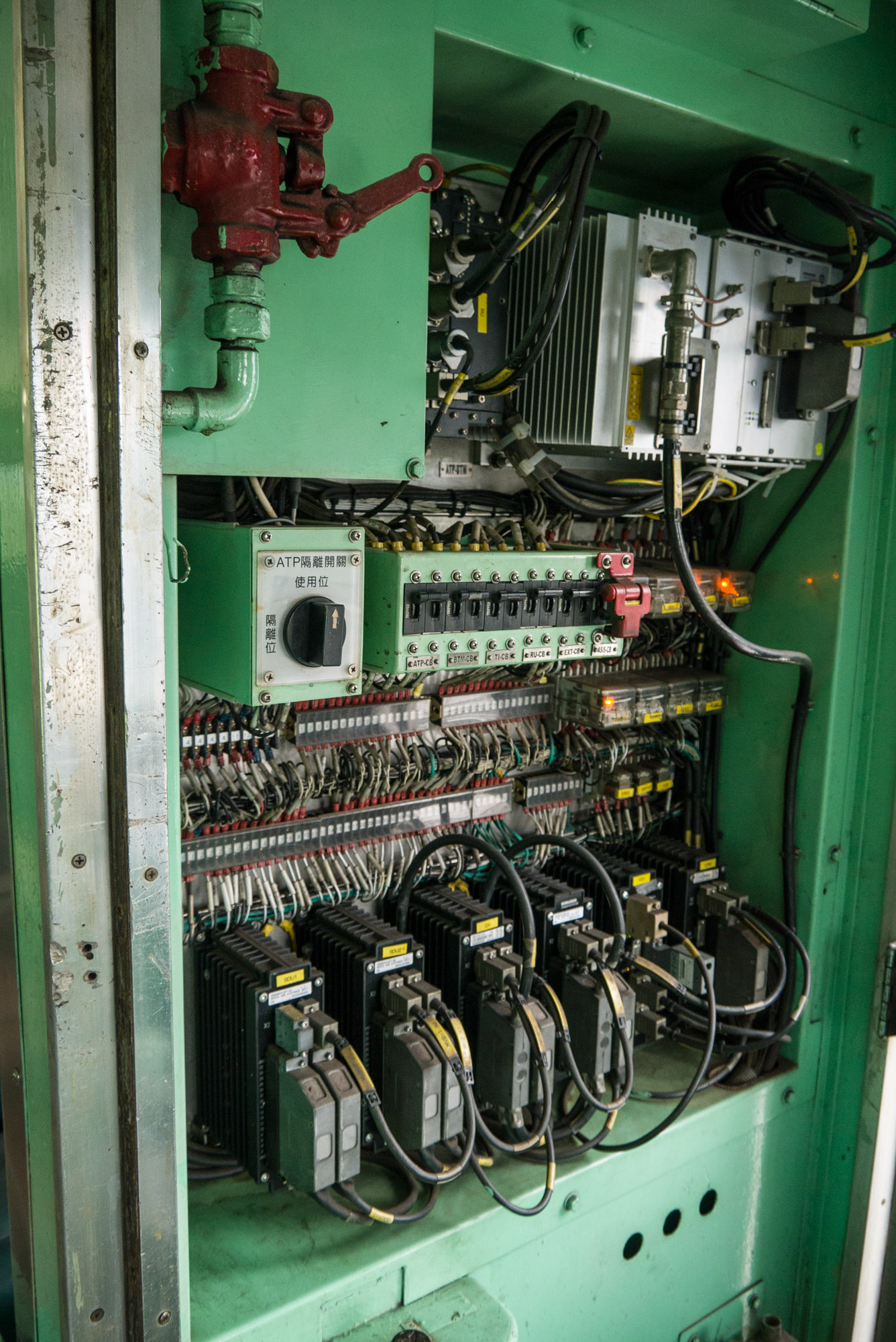
臺灣鐵路管理局DR2700型列車載ATP交換機

列车自动保护系统（英語：Automatic Train Protection）亦稱列车超速防护系统、列车自动防护系统，为列车超过规定速度时為保護駕駛人和乘客安全即自动制动的系統。

## 概要
列车超速防护系統分為地面設備與車载設備兩大部分，設備功能分述如下：

### 設備部分
1. 地面设备通常情况下由自动闭塞设备构成。
2. 车载设备由机车传感器、信息处理系统、显示屏、测速系统、速度比较系统和制动控制部分组成。
3. 有別於舊有的自動列車警報裝置與自動列車停止裝置B型和S型之單點警告及控制，通過警告及控制點後，該AWS/ATS-B或S系統無法限制或監視行車速度，而ATP系統即具有全程速度監控之功能。

### 功能部分
1. 地面设备功能
  1. 检测列车位置。
  2. 根据先行列车位置以及进路情况确定后续列车的限制速度。
  3. 向列车传递限速信息。
2. 车载设备功能
  1. 接受限速信息并显示。
  2. 列车超过规定速度时自动制动。

## 基本原理
车载设备接收地面限速信息，经信息处理后与实际速度比较，当列车实际速度超过限速后，由制动装置控制列车制动系统制动。以达到列车在停车点前停车或在限速点前实际速度小于限速值的目的。

## 使用ATP裝置的路線

### 中國大陸
- 中国高速铁路：所有和谐号、复兴号动车组列车，其中运行于部分高速线路的动车组列车ATP限速于线路实际运营速度上浮10km/h，如复兴号运行于京津城际线最高限速360km/h，动车组（除动卧以外）运行于京广高速线、广深港高铁等最高限速310km/h，运行于京哈线秦沈段、杭深线、贵广客专肇广段等最高限速210km/h。
- 上海轨道交通1号线、上海轨道交通10号线
- 广州地铁
- 长春轨道交通3号线（部分列车使用）、长春轨道交通4号线
- 杭州地铁1号线
- 成都地铁3号线[1]
- 天津地铁

### 香港
- 港鐵
  - 觀塘綫、荃灣綫、港島綫、東涌綫、將軍澳綫、機場快綫（SACEM，相等於ATC）、東鐵綫（Trainguard MT，相等於預留地面信號的ATC）、屯馬綫（本身配備SelTrac，ATS只作後備用途）

### 臺灣
- 臺灣鐵路（相等於ERTMS Level 1，未來將升級成ERTMS Level 2）目前ATP系統已經正式運作。

## 外部連結

### 臺灣
- 公務出國報告資訊網 交通部鐵路改建工程局 列車自動防護系統(ATP)訓練及檢測
- 公務出國報告資訊網 交通部臺灣鐵路管理局 赴瑞典原廠接受自動列車防護系統教育訓練

### 香港
- 香港鐵路工程中心 ATP自動列車保障系統 （页面存档备份，存于）
- 香港鐵路工程中心  SelTrac（西鐵線）（页面存档备份，存于）
- 香港鐵路工程中心  TBL（東鐵線） （页面存档备份，存于）